# Nikolaus Staudacher

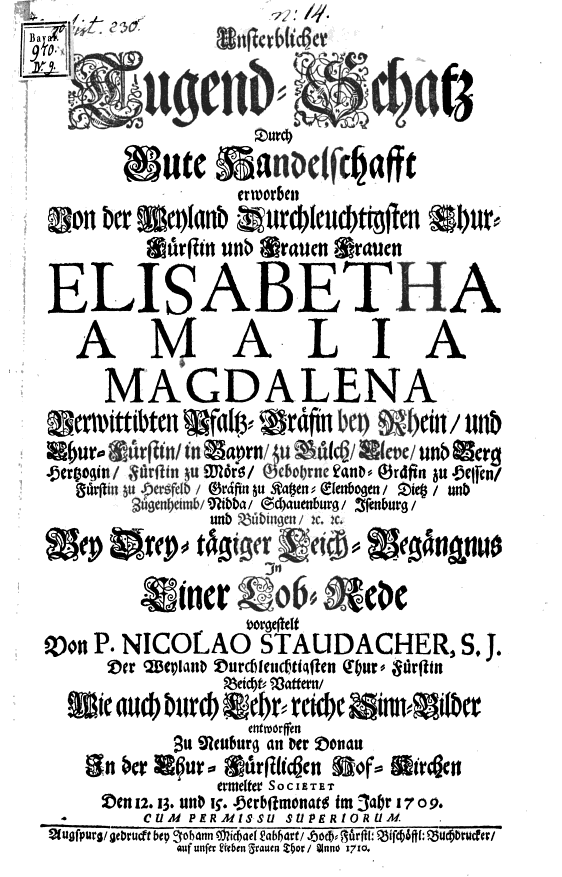
Titelblatt der gedruckten Trauerrede auf Kurfürstin Elisabeth Amalia

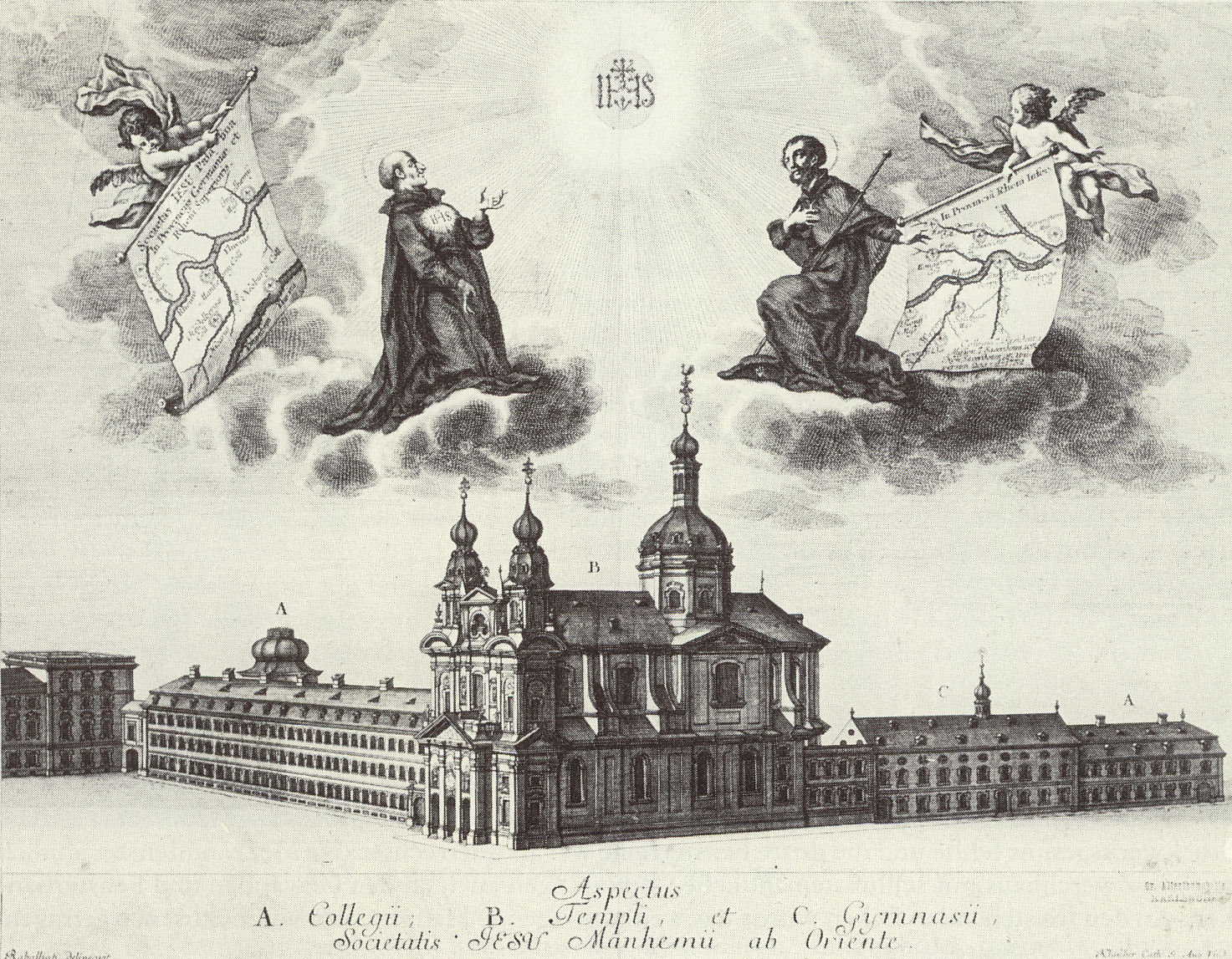
Die Mannheimer Jesuitenkirche, links davon, verbunden mit dem Schloß, das Jesuitenkolleg (Bezeichnet mit Buchstabe „A“)

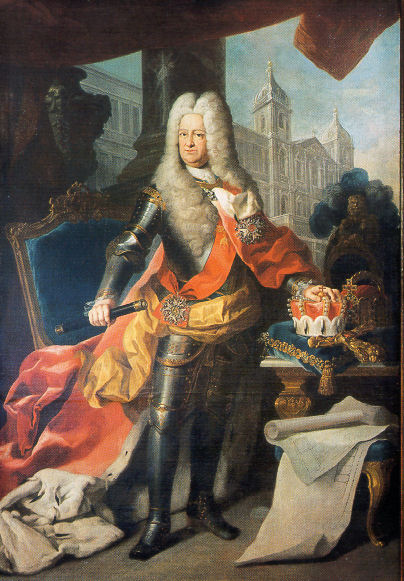
Kurfürst Karl III. Philipp

Nikolaus Staudacher (* 7. Dezember 1660 in Pfarrkirchen, Niederbayern; † 25. Februar 1736 in Mannheim) war Jesuitenpater, Beichtvater und Berater der Pfälzer Kurfürstin Elisabeth Amalia sowie ihres Sohnes, Kurfürst Karl III. Philipp; Rektor des Jesuitenkollegs Mannheim und Superior der oberdeutschen Ordensprovinz.

## Leben und Wirken
Nikolaus Staudacher stammte aus Pfarrkirchen in Niederbayern und trat am 28. September 1677 ins Noviziat der Jesuiten zu Landsberg am Lech ein. Nach Vollendung seiner Studien wirkte er ab 1694 als Professor an der Universität Innsbruck und lehrte mehrere Jahre Philosophie bzw. Mathematik.
Als 1701 der Beichtvater und persönliche Seelsorger der verwitweten Pfälzer Kurfürstin Elisabeth Amalia starb, berief man Nikolaus Staudacher als Nachfolger in dieses Amt, an den Pfalz-Neuburger Hof.
Sie verstarb 1709 und Staudacher wirkte von 1709 bis 1713 als Rektor des Jesuitenkollegs in Neuburg an der Donau. In jenem Jahr berief ihn Pfalzgraf Karl Philipp, der als kaiserlicher Statthalter zu Innsbruck residierte, ebenfalls zum Beichtvater.
Nach dem Tod seines älteren Bruders Kurfürst Johann Wilhelm im Jahr 1716, trat Karl Philipp dessen Nachfolge als Kurfürst der Pfalz und Herzog von Pfalz-Neuburg, Jülich und Berg an. 1718 ließ er sich in Heidelberg nieder, mit ihm die Jesuiten Georg Löffler, Franz Xaver Pfister und sein Beichtvater Nikolaus Staudacher. Hier in Heidelberg erwählte ihn des Kurfürsten Tochter Elisabeth Auguste Sofie von der Pfalz (1693–1728) ebenfalls zu ihrem Seelenführer und Beichtvater.
1720 wurde der Kurpfälzische Hof von Heidelberg nach Mannheim verlegt und drei Jesuiten folgten dem Kurfürsten dorthin. Es waren Pater Nikolaus Staudacher als Beichtvater, Pater Franz Pfiffer als Hofkaplan und Pater Joseph Lofferer. Bald stieß auch der Volksmissionar und Schriftsteller Pater Matthäus Vogel zu ihnen. Zunächst ließen sich die Jesuiten neben dem Wohnhaus des Kurfürsten nieder. Pater Staudacher brachte dem Kurfürsten die Idee einer Kollegsgründung nahe, worauf dieser ihnen durch Schenkung vom 26. Mai 1727 einen kostenlosen Baugrund für Kirche und Kolleg gab. Letzteres war 1734 vollendet, 1737 kam der Neubau eines Gymnasiums dazu, 1738 wurde mit dem Bau der Jesuitenkirche begonnen. Das Kolleg hatte man baulich mit dem neuen kurfürstlichen Schloss verbunden. Es existiert heute nicht mehr, wohl aber die zugehörige Jesuitenkirche.
Staudacher wirkte bis zu seinem Tod als Beichtvater und Berater des Kurfürsten in Mannheim. Er war seit 1723 Oberer der örtlichen Jesuitenmission, 1735 wurde er Rektor des Kollegs, außerdem fungierte er als Superior der oberdeutschen Ordensprovinz. Zeitweise soll er auch an der Erziehung des Thronerben und späteren Kurfürsten Karl Theodor mitgewirkt haben. Pater Franz Seedorf, der Haupterzieher Karl Theodors, wurde nach Staudachers Tod dessen Nachfolger als Beichtvater von Kurfürst Karl III. Philipp.
Pater Nikolaus Staudacher wurde in der Gruft der Jesuitenkirche Mannheim bestattet, wo er später auch ein Epitaph erhielt.
Zum Tod von Kurfürstin Elisabeth Amalia (1709) und von Kurfürst Johann Wilhelm (1716) verfasste Staudacher im Druck erschienene Leichenpredigten.